# Solenoide de Múon Compacto

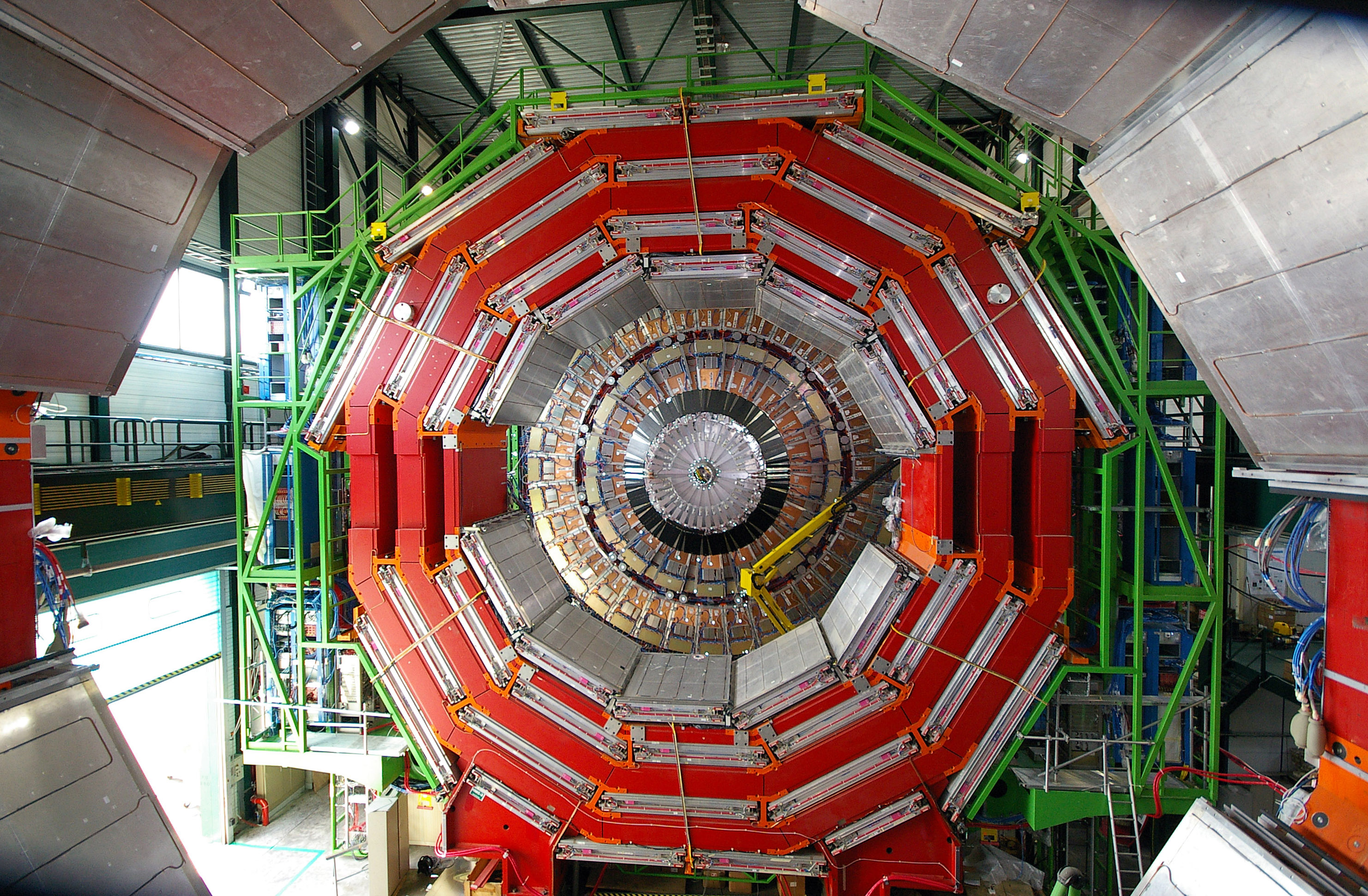
Vista de uma das camadas do CMS.

O Solenoide de Múon Compacto (do inglês CMS — Compact Muon Solenoid) é um dos detectores de partículas construídos no Grande Colisor de Hádrons, que irá colidir feixes de prótons no CERN, na Suíça. Para sua construção foram necessárias 2.600 pessoas de 180 institutos científicos diferentes. Está situado na caverna de Cessy (França). CMS tem uma forma cilíndrica, de 21 metros de comprimento por 15 de altura e 15 de largura, pesando aproximadamente umas 12.500 toneladas. Em 2016, após os pesquisadores do CMS e ATLAS  relataram uma colisão inesperada em seus dados insinuando uma nova partícula, os físicos entraram em um estado júbilo. O Pixel Tracker foi instalado em 2021 no centro do detector CMS no Large Hadron Collider (LHC)

## Objetivos
Os principais objetivos deste experimento são:
- Explorar a física na faixa de TeV.
- Descobrir o Bóson de Higgs.
- Buscar evidências que comprovariam uma física além do modelo padrão, como a supersimetria e as dimensões espaciais extras.
- Estudar os aspectos das colisões de íons pesados.

## Características
Algumas características importantes do CMS são:
- Possui um tamanho relativamente compacto e comprimido.
- Está otimizado a fim de detectar múons
- Possui um potente ímã solenoidal.

## Desenho
O CMS é um detector de uso geral, capaz de estudar múltiplos aspectos das colisões de prótons a 14 TeV, a energia média do LHC. Contém sistemas para medir a energia e a quantidade de movimento de fótons, elétrons, múons e outras partículas resultantes das colisões. A camada detectora interior é um semicondutor de silício. Ao seu redor, um calorímetro eletromagnético de cristais centelhadores, é rodeado por um calorímetro de amostragem de hádrons. O rastreador e o calorímetro são suficientemente compactados para que possam ficar entre o ímã solenoideal do CMS, que gera um campo magnético de 8 teslas. No exterior do ímã situam-se os detectores de múons.

## Camadas do CMS

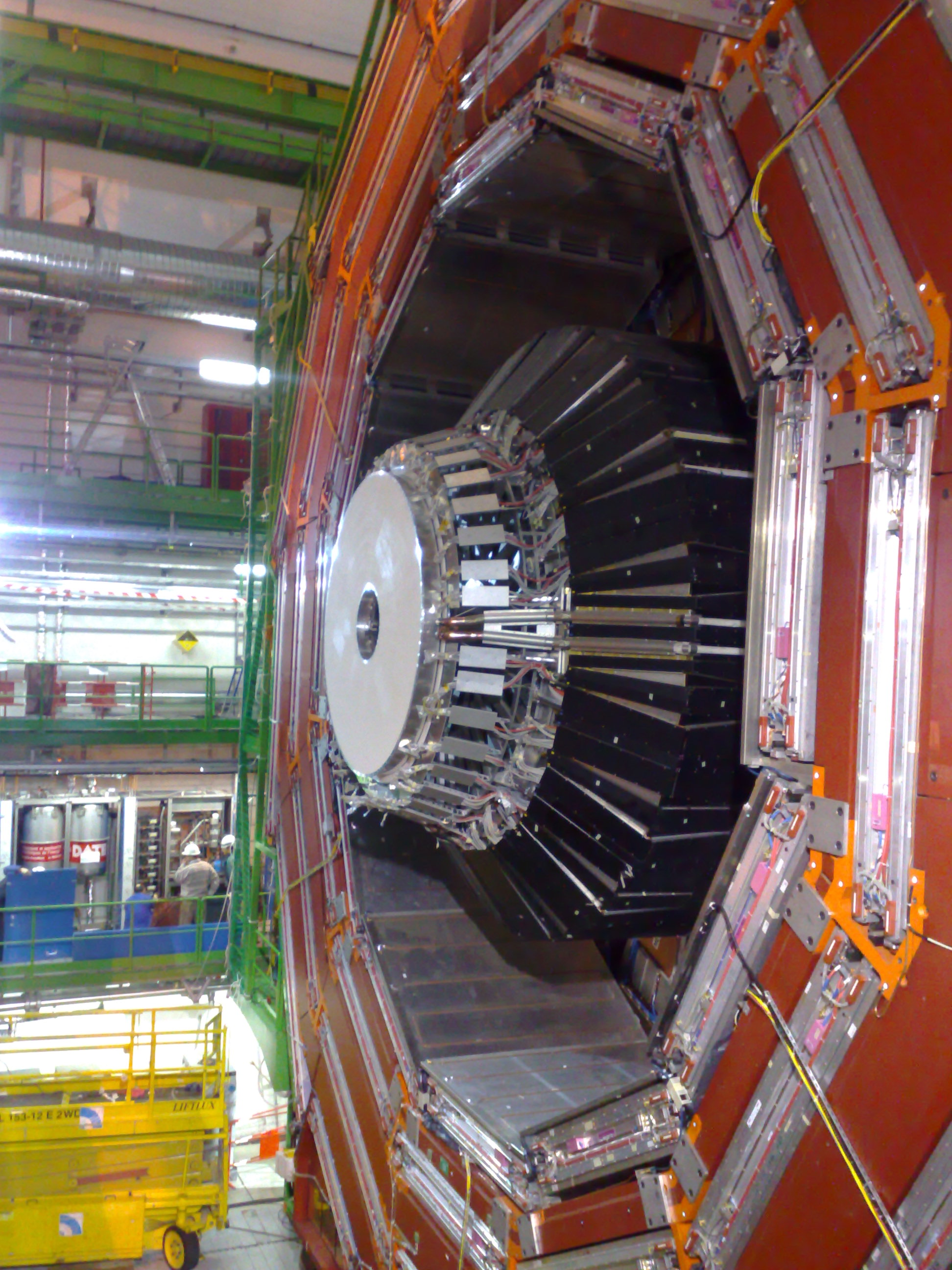

### Região central da colisão
Nesta zona ocorre a colisão dos prótons. Os ímãs do LHC forçam os prótons a giraram em sentidos opostos, colidindo-os no centro do detector. Os feixes de prótons são distribuídos em "pacotes", com cerca de 100.000 milhões de prótons formando cada pacote. Os prótons são tão pequenos que a probabilidade de que se choquem é muito reduzida, com uma taxa de umas 20 colisões para cada 200.000 milhões de prótons. Quando dois prótons colidem com estas energias, eles se desarranjam, e durante a troca de matéria e energia se formam partículas inexistentes no mundo cotidiano. Muitos desses processos de produção de partículas estão muito estudados, e estima-se que somente 100 em cada 1.000.000.000 de colisões produzem eventos "interessantes" do ponto de vista físico. Portanto, é necessário atingir a maior quantidade de colisões possíveis, já que os pacotes, que viajam muito juntos, produzem umas 40 milhões de colisões por segundo, ou seja, uma colisão a cada 25 nanosegundos.

### Camada 1: rastreador
Finos segmentos de silício (barras e píxels) permitem medir a quantidade de movimento e a trajetória das partículas carregadas. Também revelam a posição de onde de desintegram (decaem) partículas instáveis de vida média-longa. O CMS contêm o maior detector de silício do mundo, com 205 m² de sensores (aproximadamente a área duma quadra de tênis), que contêm 9,3 milhões de barras e 66 milhões de píxels.

### Camada 2: calorímetro eletromagnético
Está constituído por uns 80.000 cristais escintiladores de tungstato de plomo (PbWO4), que medem com precisão as energias de fótons e elétrons. Um detector baseado em sensores de silício ajuda a identificar a partícula detectada.

## O complexo do CERN
A composição do CAC, sigla em inglês de CERN Acelarators Complex.